# Aboesir-papyri

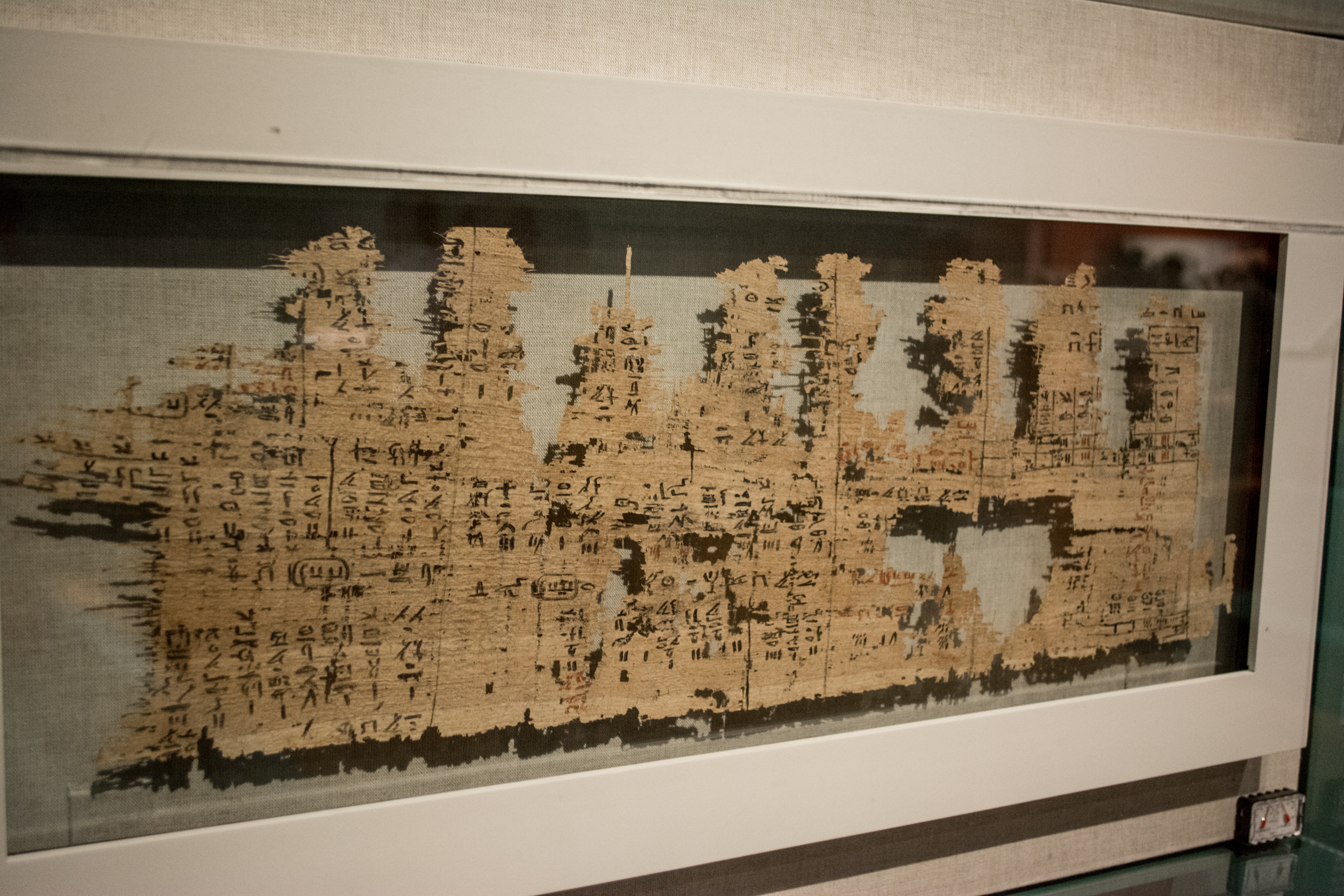
Aboesir papyrus

De Aboesir-papyri behoren tot de oudste en belangrijkste administratieve documenten uit het Egyptische Oude Rijk (ongeveer 2686-2181 v.Chr.). Deze documenten maakten onderdeel uit van het papyrusarchief van de dodentempel gewijd aan de cultus van koning Neferirkare Kakai (2446-2426 v. Chr., derde koning van de 5e dynastie).

## Geschiedenis

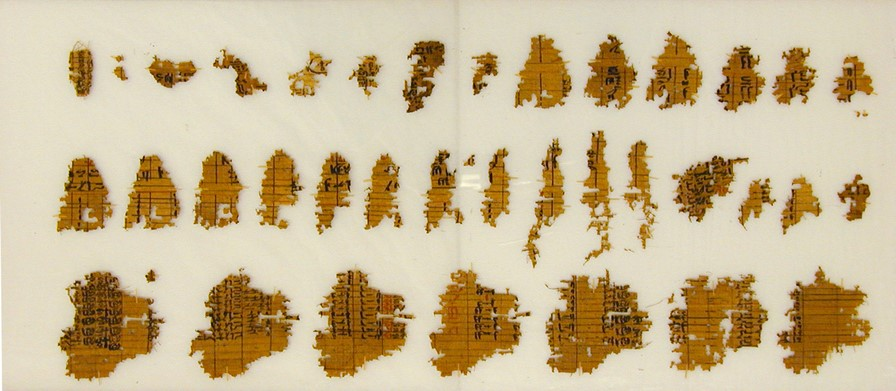
Fragmenten van de Aboesir-papyri.

Diverse farao's uit de 5e dynastie van Egypte kozen ervoor hun necropolis ten noordwesten van het huidige Aboesir te bouwen. In 1893 werden de meeste papyri ontdekt bij illegale opgravingen nabij Aboesir. Afzonderlijke vellen werden verkocht aan egyptologen op de antiekmarkt. Aan het einde van de negentiende eeuw kochten verschillende musea groepen papyrusfragmenten uit de handelspapieren van één cultus, die voor koning Neferirkare Kakai. Kort daarna identificeerde de Duitse egyptoloog Ludwig Borchardt de vindplaats als de administratieve gebouwen in de buurt van de piramide van Neferirkare Kakai. Dit werd bevestigd door zijn ontdekking van meer fragmenten in opslagruimtes in het zuidwestelijke deel van het complex.
De 19 ramen van de Aboesir-papyri in het British Museum vormen de grootste en belangrijkste groep documenten en werden oorspronkelijk in Egypte gekocht door Édouard Naville en vervolgens door Borchardt die ze in 1950 aan het British Museum verkocht.
Bij opgravingen in de jaren 1970 door de Tsjechoslowaakse expeditie werden meer papyri gevonden van twee andere cultuscomplexen, voor koning Neferefre (de zoon van koning Neferirkare Kakai), en voor de moeder van koning Neferefre, koningin Chentkaoes II.

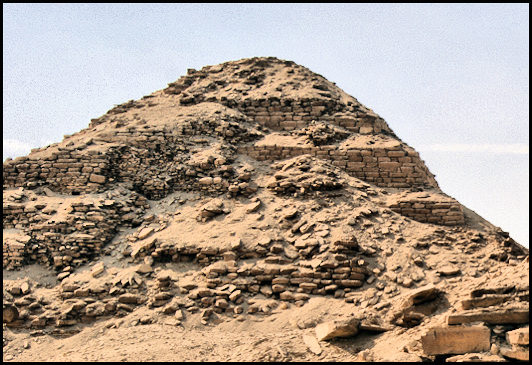
De piramide van Neferirkare Kakai te Aboesir.

## Inhoud
De papyri onthullen gedetailleerde informatie over de organisatie van een koninklijk mortuarium en bevatten dienstroosters voor priesters, lijsten met offergaven, inventarissen van tempeluitrusting, brieven en vergunningen. De inleiding is geschreven in hiërogliefen en begint met een datum die verwijst naar het bewind van Djedkare. Er wordt tevens gebruik gemaakt van hiëratische tekst.
Er is een raster opgesteld om te helpen bij het uitlijnen van lijnen en kolommen voor informatie in drie horizontale registers:
- het bovenste register geeft de datum, gevolgd door de naam en titel van een presiderende ambtenaar

- het middelste register geeft korte verticale lijnen met de naam en titel van elke ontvanger

- het onderste register vermeldt het soort geleverde vleesdelen (dijbeen, bovenbeen, pancreas, onderbeen); dit gedeelte is grotendeels vernietigd.[3]

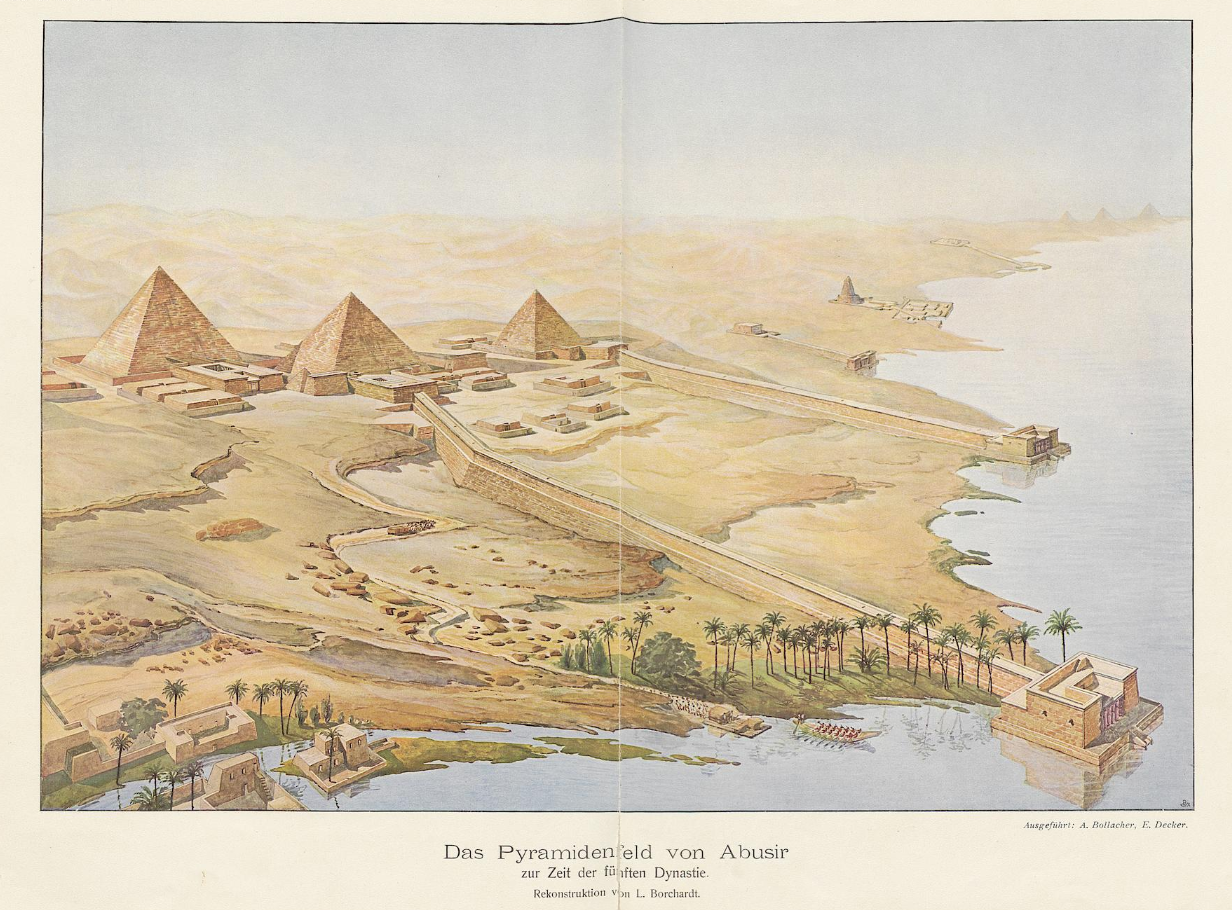
Reconstructieprent van de necropolis te Aboesir.

De hiëratische tekst aan de rechterkant vat de toewijzingen van graan samen. Uit de beter bewaard gebleven papyri in het Louvre, het Egyptisch Museum in Caïro en het British Museum is het duidelijk dat elke horizontale lijn overeenkomt met één dag, en elke groep verticale kolommen met een bepaalde taak in de tempel, bijvoorbeeld het plaatsen van offers bij standbeelden op een feestdag of het meebrengen van vlees en bloemenslingers van de zonnetempel. De fragmenten tonen dat dezelfde persoon deze taak gedurende meerdere dagen herhaalde.
Bij het beschrijven van de papyrusrollen werd gebruik gemaakt van twee inkten; zwart en rood. De kleuren werden gebruikt om verschillende notaties te scheiden. De verzamelde informatie werd genoteerd in kruistabellen. Elke kolom werd gebruikt om de toestand van een bepaald object te beschrijven. Bij inspecties werden deze objecten als 'aanwezig' aangemerkt en werden eventuele wijzigingen in hun fysieke omstandigheden opgemerkt. De titels bovenaan zijn geschreven in grote, duidelijke tekens. Deze titels, die over de kolommen lopen, geven het materiaal (kwarts, galena, wierook), het type object (vaas, schaal, kist) en technische specificaties (verzilvering) aan. De observaties zijn verbazingwekkend gedetailleerd. Een vaas wordt bijvoorbeeld beschreven met deze woorden: "leeg, lekken, veel reparaties, veel chips ...".
Uit de papyri blijkt dat het piramidecomplex voortdurend goederen en offergaven uitwisselde met staatsinstellingen, met name met de (verloren gegane) zonnetempel van Neferirkare.
De staat van de papyri is kwetsbaar en fragmentarisch. Het heeft geleden onder een insectenaanval. In 2011 heeft het British Museum een restauratie uitgevoerd.